# 新勇士 (電視劇)
《漫威新勇士》（英語：Marvel's New Warriors）或簡稱《新勇士》（英語：New Warriors），是一部未放行的美國電視試播集，改編自漫威漫畫的同名超級英雄團隊，存在於漫威電影宇宙（MCU）和該宇宙其他電視劇之中。該劇由ABC署名製作室和漫威電視共同製作，凱文·畢格爾擔任節目統籌。
該劇由米拉娜·薇恩翠、德瑞克·喜勒、傑瑞米·塔迪、卡倫·沃西、馬修·摩伊和凱特·科默主演；其劇情敘述「松鼠女孩」朵林·葛林與「不朽先生」克雷格·霍利斯等六名青少男女所組成的超能力者團隊，試圖為這個世界作出改變。2016年8月，漫威電視開始計劃以新勇士為主的電視劇，並開始尋求播放平台。2017年4月時，《新勇士》定於Freeform上播出，而畢格爾將加入作為統籌和首集的編劇。但在11月，Freeform不再持有該劇的發行權。
《新勇士》計劃於2018年首播，並有可能根據Freeform上的每個《新勇士》角色推出多個衍生系列。 但是，到2017年11月，該頻道的時程表已無該劇，而是將其退還給漫威電視公司，以便片商可以將該劇賣給迪士尼持有的其他頻道。這些努力最終都沒有成功，該劇於2019年9月被正式視為「死去」。

## 劇情
六名擁有超能力的青少年男女共同組成了一支戰團，以試圖為世界帶來貢獻；但和復仇者聯盟截然不同的是，他們似乎還沒有做好成為英雄的準備。

## 演員

### 主要演員
- 米拉娜·薇恩翠 飾 「松鼠女孩（英语：Squirrel Girl）」朵林·葛林[2][3][4]

堅強、樂觀的狂熱女孩，同時也是名天生的領袖；本身擁有著超人的力量，且能與松鼠交流，並能像松鼠般移動和戰鬥。平時帶有一隻名為「小腳丫（Tippy-Toe）」的松鼠夥伴。
- 德瑞克·喜勒 飾 「不朽先生（英语：Mister Immortal）」克雷格·霍利斯[3][4]

新勇士的「麻煩製造者和浪子」，本身有著不死的能力，以及自大和暴躁脾氣的性格。
- 傑瑞米·塔迪（英语：Jeremy Tardy） 飾 「夜鶇（英语：Night Thrasher (Dwayne Taylor)）」道恩·泰勒[3][4]

沒有超能力的當地名人，擁有著自己的YouTube頻道。其雙親在他年幼時去世，並留下了龐大的家產。
- 卡倫·沃西 飾 「速球（英语：Robbie Baldwin）」羅比·鮑德溫[3][4]

不成熟且衝動的人，時常控制不了自己釋放的能量球。
- 馬修·摩伊 飾 「菌人（英语：Microbe (comics)）」查克·史密斯[3][5][4]

個性害羞的憂鬱症患者，擁有能與細菌溝通的能力，同時也是團隊中可靠的存在。
- 凱特·科默（英语：Kate Comer） 飾 「黛波麗（英语：Debrii）」黛波拉·菲爾德[3][4]

低等級的念動力者，也是名詐欺師、女同性戀者。曾因自己的英雄行為而使自己造成了巨大的損失。
- 凱斯·大衛 飾 歐內斯特·維格曼[6]

市政人員。

## 製作

### 發展
2016年8月底，據報導，ABC製作室和漫威電視正在發展一部以松鼠女孩為主的新勇士電視喜劇。2017年4月，《新勇士》的發行權被Freeform買下，這象徵是漫威首次推出單鏡頭的真人動作喜劇，以及單集半小時的劇集。凱文·畢格爾也將為首集撰寫劇本，並也會作為該劇的節目統籌。在Freeform訂下該劇前，漫威就已投入該項目的計劃之中。漫威電視的執行副總裁傑夫·洛布和吉姆·克里與畢格爾一起簽約擔任該劇的執行製片人。
Freeform公司副總裁卡莉·伯克指出，在Freeform訂購了其他漫威劇《斗篷與匕首》之前，該頻道就已有興趣製作松鼠女孩的電視劇。畢格爾於2017年7月被證實將擔任該劇的統籌。
2017年11月，宣布《新勇士》不再在Freeform上播出。據傳該劇的試播集已向迪士尼高層們試映，而高層們對該項目感到相當地有興趣。漫威希望能於2018年推出該劇，但Freeform發現在時程表上它沒有足夠的空間能安排它播出，並同意將該項目交還給漫威。漫威將把該劇賣給能於2018年發行的新合作夥伴，也可能是迪士尼旗下的平台。最後該劇於2019年9月宣告放棄。

### 選角
2017年4月，卡莉·伯克表示，該劇「很快」就會開播；此外，她也透露，曾公開表示想飾演松鼠女孩的安娜·坎卓克和夏儂·波瑟都已被列入討論的人選。2017年7月，波瑟和梅·惠特曼也公開表達了對這名角色的興趣。但由於惠特曼已要出演電視劇《好女孩》，使得她已不列入考慮。7月初，官方公布了該劇的演員陣容，米拉娜·薇恩翠將飾演「松鼠女孩」朵林·葛林，而德瑞克·喜勒則將飾演「不朽先生」克雷格·霍利斯；其他演員如飾演「夜鶇」道恩·泰勒的傑瑞米·塔迪、飾演「速球」羅比·鮑德溫的卡倫·沃西、飾演「菌人」查克·史密斯的馬修·摩伊，以及飾演「黛波麗」黛波拉·菲爾德的凱特·科默。
凱斯·大衛於2017年7月下旬加入飾演歐內斯特·維格曼。

### 拍攝
試播集的製作已於2017年11月開始進行，但後因該劇不再於Freeform上播出而使拍攝暫停；拍攝預定於2018年1月恢復，直到新播放平台確定。

### 與漫威電影宇宙的關聯
卡莉·伯克於2017年4月討論了《新勇士》與《斗篷與匕首》的潛在聯繫，她說，因調性上的相違，所以兩者基本上沒有特別的交集。她還補充，「漫威宇宙中有許多分離之處。但對漫威來說什麼都是有可能的。」7月，傑夫·洛布說，目前還沒有跨界計劃，也不會和Hulu的《離家童盟》作交集。他補充說，漫威希望該劇在與漫威電影宇宙的其他元素上能進一步地找到聯繫的基礎。
關於新勇士的團隊中的每個角色，是否會像漫威的Netflix英雄劇那樣各自分拆成獨立的劇集，伯克認為他們的角色都是「非常單一」的，但該劇對那些角色來說是「量身定制」。當該劇不再是Freeform的時候，它仍被認為有望像Netflix那樣推出許多衍生產品。

## 外部連結
- 互联网电影数据库（IMDb）上《New Warriors》的资料（英文）